# Messatoporus zonatus
Messatoporus zonatus är en stekelart som först beskrevs av Cresson 1865.  Messatoporus zonatus ingår i släktet Messatoporus och familjen brokparasitsteklar. Inga underarter finns listade i Catalogue of Life.